# Potok Obserwacyjny
Potok Obserwacyjny (ang. Observatory Creek) - potok na Wyspie Króla Jerzego. Rozpoczyna bieg po południowo-wschodniej stronie Grani Panorama, przebiega między występem skalnym Ambona a Krzesanicą, po czym łączy się z Potokiem Skamieniały Las na terenie Polskiej Stacji Antarktycznej im. Henryka Arctowskiego. Nazwa potoku pochodzi od leżącego przy nim budynku obserwatorium geofizycznego.